# 佩德罗·费尔南德斯·德·基罗斯
佩德罗·费尔南德斯·德·基罗斯（西班牙語：Pedro Fernández de Quirós，1570年—1615年），文艺复兴时期欧洲探险家。为西班牙航海的葡萄牙探险家（在西班牙统治着葡萄牙的时期）。他职业生涯的大部分时间是在寻找南方大陆，即澳大利亚。